# Abigail Budak
Abigaila Budac (née le 5 mars 1968 à Oradea en Roumanie), mieux connue sous son nom de scène Abigail Budak, est une auteure-compositeure-interprète d'origine roumaine vivant aux États-Unis.
Sa chanson Take me higher lui a valu trois nominations aux International Music & Entertainment Award.
En novembre 2014, elle sort Ochii tăi.
Elle organise l'édition 2015 du festival Mărțișor.
Elle possède une maison à Sacramento.